# تولید تحت لیسانس
تحت لیسانس یا تحت امتیاز، به تولید محصول (یا ارائه خدمات) با کسب اجازه از مالک معنوی و صاحب امتیاز اولیه فناوری تولید آن محصول گفته می‌شود.
از آنجا که فناوری و روش‌های اقتصادی تولید کالا (یا ارائه خدمات) گاهی با روش‌های مندرج در کتب دانشورانه تفاوت اساسی دارند و این روش‌های اقتصادی با صرف هزینه و زمان زیاد و بر اثر تجربه توسط صاحبان صنایع به دست آمده‌اند، گاهی حکم یک راز صنعتی را دارند؛ بنابراین این روش‌های اقتصادی قابل خرید و فروش بوده و به کالاهایی که با خرید این راز صنعتی توسط یک تولیدکننده دیگر تولید می‌شوند، کالای تحت لیسانس گفته می‌شود.